# Вулиця Свободи (Слов'янськ)
Вулиця Свободи (колишня Бахмутська, Таганрозька, Циганська) — одна з центральних вулиць Слов'янська. Довжина — 2,5 км. Простягається від Соборної площі до проспекту Олекси Тихого біля Черевківки. Частина вулиці розміщена в Старому Місті, інша — в районі Масложир.

## Історія
За часів фортеці Тор — Таганрозька дорога.
Під час активної розбудови міста на захід, з утворенням вулиці Катеринославської та Дворянської, виникла пряма дорога з теперішнього центра Слов'янська на місто Бахмут. Вулиця почала називатися Бахмутська.
Забудова розпочалася у 50-ті роки ХІХ століття на південь від Соборної площі.
У 1876 році І.І.Куликовим на вулиці Бахмутській був побудований перший в місті готель «Одеса». Тут у 1887 році оселився Антон Чехов, під час подорожі до Святогірська. 
У 1890-х роках вулиця простягалася вже до річки Казенний Торець. Чим далі від центру — тим біднішою була забудова. Біля річки вже оселялися селяни, будували мазанки, а не цегляні будинки. Також там оселилися роми, тому вулиця отримала народну назву — Циганська. Район називався Циганський хутір.

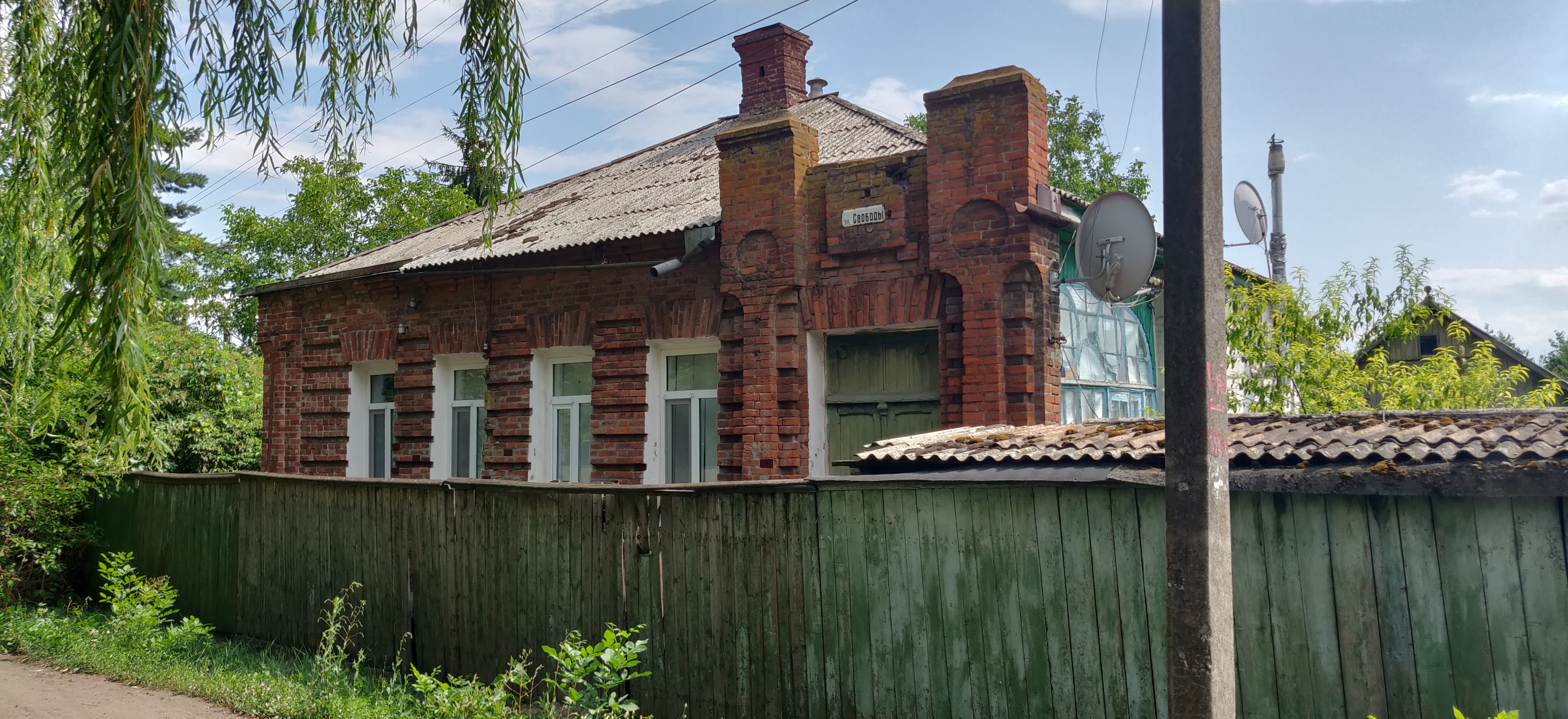
Цегляний будинок початку ХХ століття.

За мостом напочатку ХХ століття також виникли будинки, деякі збереглися й на сьогодні. 
У 1920-х роках перейменована на вулицю Свободи.
Перший бетонний міст через річку був побудований у 1961-1962 роках.
У 1970-х роках Циганський хутір був знесений, а на його місці почалося будівництво багатопорерхівок (9 та 14 поверхів).
У 1979 році, через високий рівень ґрунтових, щоб запобігти зсування ґрунту, на толоці посадили сквер, камазами завозили щебінь, пісок, ґрунт, дорогу навколо скверу зробили вище.

## Забудова
№ 1. Міський головпоштамп.

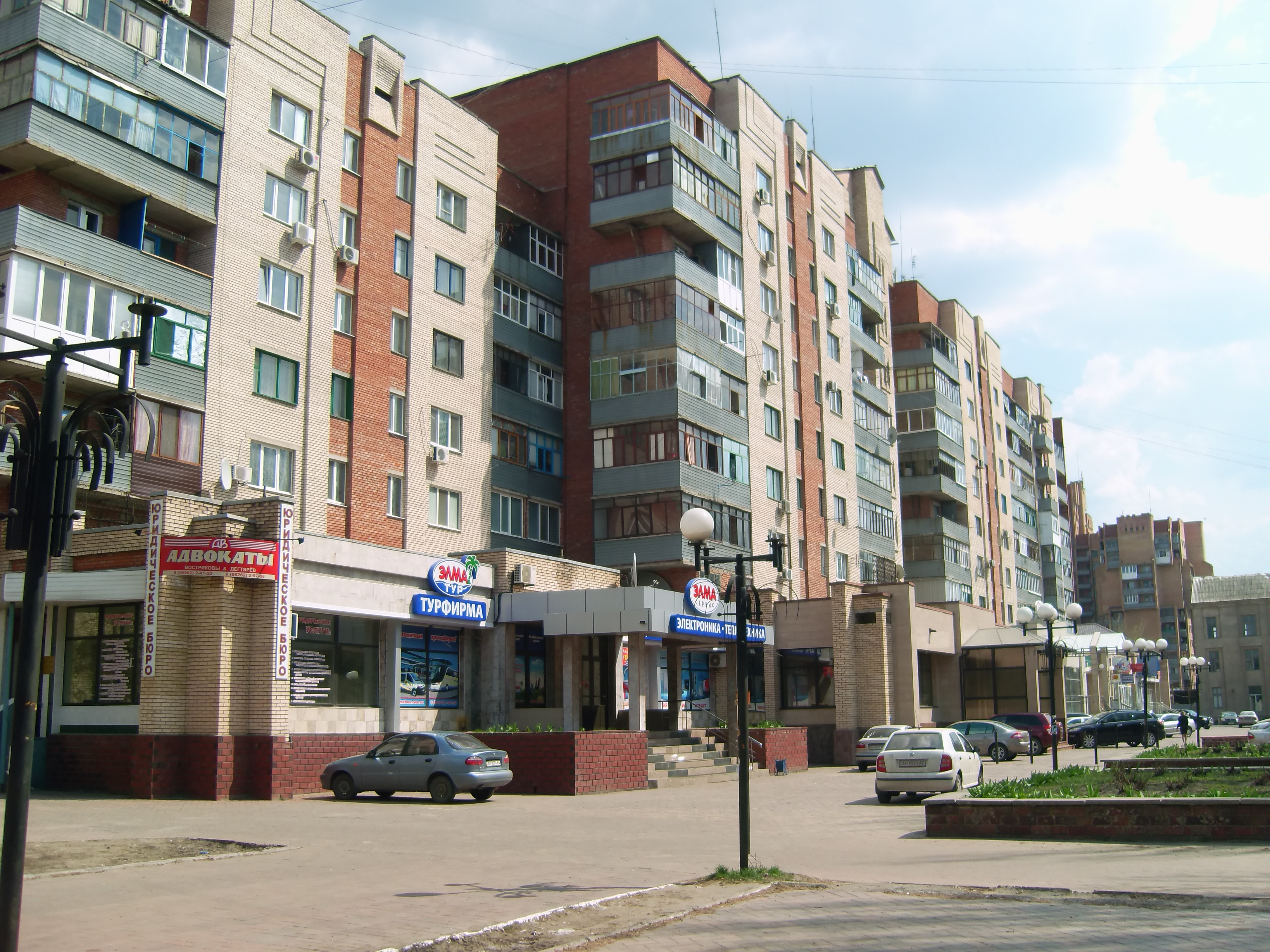
Житловий комплекс «Молодіжний»

№ 2. Житловий будинок 1930-х років у стилі конструктивізм.
№ 5. Житловий комплекс «Молодіжний».
№ 13. Житловий будинок, архітектор П. І. Вігдергауз (Донбасцивілпроект). Стиль — постмодернізм, бруталізм.
№ 47. Багатоповерхівка здана в 1979 році. Проєкт: 124-87-107
Вважався у будівельників будинком великого ризику. Через високий рівень ґрунтових вод спочатку звели шість поверхів, через якийсь час прибудували інші п'ять. Заселяти людей не наважувалися цілих два роки. Щоб запобігти зсування ґрунту, на толоці посадили сквер, камазами завозили щебінь, пісок, ґрунт, дорогу навколо скверу зробили вище. Перший 14-поверховий будинок у Слов'янську

### «Купецький» міст
Перший бетонний міст через річку був побудований у 1961-1962 роках.
У березні 2021 року на мосту утворилося провалля.
Названий «Купецьким» після реконструкції у липні–жовтні 2021 року, коли його переоблаштували та зробили під ретро-стиль.
Ширина – 10,9 метрів.